# 2010 dans l'Union européenne
Chronologie de l’Union européenne
- 2006
- 2007
- 2008
- 2009
- 2010
- 2011
- 2012
- 2013
- 2014

Cette page concerne l'année 2010 du calendrier grégorien.

## Institutions européennes
- Président du Conseil - Herman Van Rompuy
- Président de la Commission - José Manuel Barroso, Parti populaire européen
- Présidence du Conseil - Espagne (Jan-Juin) et Belgique (Juil-Déc)
- Président du Parlement - Jerzy Buzek
- Haut Représentant - Catherine Ashton

## Chronologie

### Janvier 2010
- Vendredi 1er janvier 2010  :
  - Entrée en vigueur de la nouvelle direction bicéphale instaurée par le traité de Lisbonne.
  - L'Espagne prend pour la quatrième fois la présidence tournante de l'Union européenne et succède à la Suède.
  - Le premier Président permanent du Conseil européen, le Belge Herman Van Rompuy, prend ses fonctions, de même que la première haut représentante pour les Affaires étrangères, la Britannique Catherine Ashton.

- Mardi 5 janvier 2010  : le président islandais rejette l'accord de l'Union européenne prévoyant le remboursement progressif des dettes au Royaume-Uni et aux Pays-Bas.

- Lundi 11 janvier 2010  : Catherine Ashton est auditionnée par une commission spécialisée du Parlement européen en vue de la prochaine investiture de la Commission.

- Mardi 19 janvier 2010  : Rumiana Jeleva, après une mauvaise audition au Parlement européen, renonce au poste de Commissaire à l'aide humanitaire au sein de la future Commission Barroso II. Elle est remplacée par Kristalina Georgieva.

### Février 2010
- Mardi 9 février 2010 : le Parlement européen investit la Commission Barroso II.

- Jeudi 25 février 2010 : la Cour de justice de l'Union européenne considère que les biens produits dans les colonies israéliennes en Cisjordanie ne peuvent être considérés comme israéliens.

### Mars 2010
- Jeudi 25 mars 2010 , crise grecque : la chancelière allemande, Angela Merkel et le président français, Nicolas Sarkozy  trouvent un compromis, validé par les autres membres de la zone euro, prévoyant des prêts bilatéraux associés à la possibilité d'une aide du FMI.

- Mercredi 31 mars 2010  : dissolution de l’Union de l'Europe occidentale.

### Avril 2010
- Dimanche 11 avril 2010, crise grecque : les États de la zone euro finissent par s'accorder sur le principe de prêts bilatéraux à trois ans, au taux de 5 % d'un montant initial de 30 milliards d'euros., complété par 10 à 15 milliards avancés par le Fonds monétaire international.

- Vendredi 23 avril 2010, crise grecque : la Grèce demande officiellement l'activation du plan de prêts bilatéraux. La France et l'Allemagne posent des conditions.

- Mardi 27 avril 2010, crise grecque : la Grèce annonce qu'elle ne peut plus emprunter aux taux pratiqués.

- Mercredi 28 avril 2010 : le Portugal et l'Espagne ont leur note rétrogradées par les agences de notation.

### Mai 2010
- Dimanche 2 mai 2010  : le plan de soutien à la Grèce est porté à 110 milliards d'euros en échange de nouvelles mesures d'austérité.

- Mardi 4 mai 2010  : le l'euro est en baisse en dessous de 1,30 dollar. Les bourses européennes plongent.

- Dimanche 9 mai 2010  : le Conseil pour les affaires économiques et financières (ECOFIN) de l'Union décide de créer un fonds de 500 milliards d'euros, auquel s'ajouterait environ 200 à 250 milliards du Fonds monétaire international, destiné à éviter que la crise économique grecque ne s'étende à d'autres pays de la zone euro (Espagne, Portugal, Italie) et à lutter contre la spéculation qui a fait chuter significativement la valeur de l'euro dans les semaines précédentes. Dès le lendemain, les Bourses remontent, mais le 14, l'euro passe sous le seuil de 1,24 dollar et les Bourses plongent à nouveau.

- Mercredi 12 mai 2010  : la Commission, estime que l'Estonie remplit tous les critères pour adhérer à la zone euro au 1er janvier 2010.

### Juin 2010
- Vendredi 4 juin 2010  : la Belgique, la Bulgarie, l'Allemagne, l'Espagne, la France, l'Italie, la Lettonie, le Luxembourg, la Hongrie, Malte, l'Autriche, le Portugal, la Roumanie et la Slovénie lancent la première coopération renforcée afin d’harmoniser entre eux la règle de conflit permettant de déterminer la loi applicable en matière matrimoniale.

- Jeudi 17 juin 2010  :
  - L'Islande devient officiellement candidate à l'adhésion à l'Union européenne.
  - Le Conseil européen s'accorde pour que dorénavant la Commission examine les projets de budget nationaux avant leur adoption formelle par les gouvernements et les Parlements nationaux.
  - Le Conseil européen demande au Conseil des ministres des Affaires étrangères de mettre au point des sanctions économiques contre l'Iran qui refuse de négocier sur son programme nucléaire.

### Juillet 2010
- Jeudi 1er juillet 2010  : la Belgique prend pour la douzième fois la présidence tournante de l'Union européenne et succède à l'Espagne alors que le gouvernement d'Yves Leterme est démissionnaire.

- Vendredi 9 juillet 2010  : le Parlement européen donne un avis positif au projet d'organisation du Service européen pour l'action extérieure (SEAE) à 549 voix pour, 78 contre et 9 abstentions.

- Mercredi 14 juillet 2010  : sommet Union européenne/Brésil à Brasilia à propos des négociations entre l'UE et le Mercosur sur le commerce et l'agriculture.

- Dimanche 18 juillet 2010 : la Haute Représentante de l'Union, Catherine Ashton, en visite dans la bande de Gaza, plaide pour une levée du blocus israélien.

- Lundi 19 juillet 2010 : sommet Union européenne/Suisse à Bruxelles à propos du renforcement de la coopération entre les deux parties.

- Lundi 26 juillet 2010  :
  - Le Conseil des ministres des Affaires étrangères adopte la décision fixant l’organisation et le fonctionnement du Service européen pour l'action extérieure (SEAE).
  - Le Conseil des ministres des Affaires étrangères adopte des sanctions économiques contre l'Iran pour son refus de négocier sur son programme nucléaire.

### Août 2010
- Vendredi 20 août 2010  : entrée en vigueur de l'embargo sur les produits dérivés du phoque, avec pour exceptions les produits des organisations ayant entamés un recours devant la Cour de justice.

- Lundi 23 août 2010  : après avoir annoncé une aide de 70 millions d'euros, la Commissaire à l'Aide humanitaire, Kristalina Georgieva, se rend au Pakistan à la suite des inondations.

### Septembre 2010
- Mercredi 1er septembre 2010  : prise de commandement de l'EATC.

- Mardi 7 septembre 2010  : le Président de la Commission européenne, José Manuel Barroso prononce le premier discours sur l'état de l'Union face au Parlement européen à Strasbourg en mettant l'accent sur la relance économique et sur la nécessité d'un renforcement d'une politique commune de défense (« Soit nous nageons ensemble, soit nous coulons chacun de notre côté »).
- Le Conseil de l'Union européenne des ministres des finances adopte un projet de renforcement de supervision financière.

- Jeudi 9 septembre 2010  : le Parlement européen adopte une résolution dans laquelle il presse la France de « suspendre sur le champ » les expulsions de Roms.

- Mercredi 22 septembre 2010 : le Parlement européen adopte le projet de renforcement de la supervision financière.

- Mercredi 29 septembre 2010 : une manifestation organisée par la Confédération européenne des syndicats contre les mesures d'austérité budgétaire en Europe réuni plus de cent mille manifestants venus de vingt-quatre pays à Bruxelles.

### Octobre 2010
- Mercredi 20 octobre 2010  :
- Le Parlement européen adopte la directive sur le passage du congé de maternité de douze à vingt semaines minimum avec 100 % du salaire et décide d'un congé de paternité de deux semaines minimum.
- Le Parlement européen adopte les règlements « statut du personnel » et « financier » du SEAE.

- Jeudi 21 octobre 2010  : le Parlement européen attribue le prix Sakharov à Guillermo Fariñas.

- Lundi 25 octobre 2010 :  le Conseil de l'Union européenne demande à la Commission d'étudier une adhésion de la Serbie à l'Union européenne.

### Novembre 2010
- Dimanche 21 novembre 2010  : L'Irlande demande l'activation du Fonds européen de stabilité financière (FESF) ainsi que du Mécanisme européen de stabilisation financière (qui permet à la Commission d’emprunter jusqu’à 60 milliards d’euros).

### Décembre 2010
- Lundi 6 décembre 2010  : le Conseil de l'Union européenne rejette la proposition de rallongement du congé de maternité du Parlement européen.

- Vendredi 10 décembre 2010  :  l'Allemagne, le Danemark, l'Estonie, la Finlande, la France, la Lituanie, le Luxembourg, les Pays-Bas, le Royaume-Uni, la Slovénie, la Suède, auxquels se rajoutera la Belgique après la présidence annoncent qu'ils vont créer une coopération renforcée pour lancer le brevet européen.

- Mercredi 15 décembre 2010  :
  - Le Parlement européen vote le budget 2011 qui prévoit une augmentation de 2,91 % des dépenses de l'Union.
  - Dans une interview publiée dans le journal Libération, Jean-Claude Juncker propose de créer des obligations européennes.

- Vendredi 17 décembre 2010  :

L'Union européenne et le Monténégro

- Angela Merkel (Allemagne), Nicolas Sarkozy (France), Mark Rutte (Pays-Bas), Mari Kiviniemi (Finlande) et David Cameron (Royaume-Uni) proposent un gel du budget européen jusqu'en 2020.
- Le Conseil européen s'entend sur un texte prévoyant la modification du traité de Lisbonne pour autoriser les pays de la zone euro à installer le Mécanisme européen de stabilité (MES) au-delà de 2013, date d'expiration du FESF.
- Le Monténégro reçoit le statut de candidat à l'adhésion à l'Union européenne.

- Mardi 21 décembre 2010  : l'Allemagne et la France annoncent qu'elles s'opposeront à l'entrée de la Bulgarie et de la Roumanie dans l'espace Schengen en mars 2011.